# Hidrowoodwardita
La hidrowoodwardita és un mineral de la classe dels sulfats. Anomenada així per ser l'anàleg de la woodwardita amb més contingut d'aigua. A poc a poc i reversiblement es deshidrata a woodwardita. Segons alguns autors, el rang composicional actualment adscrit a la hidrowoodwardita podria correspondre a més d'una espècie.

## Classificació
Segons la classificació de Nickel-Strunz, la hidrowoodwardita pertany a «07.D - Sulfats (selenats, etc.) amb anions addicionals, amb H₂O, amb cations de mida mitjana només; plans d'octaedres que comparteixen vores» juntament amb els següents minerals: felsőbanyaïta, langita, posnjakita, wroewolfeïta, spangolita, ktenasita, christelita, campigliaïta, devil·lina, ortoserpierita, serpierita, niedermayrita, edwardsita, carrboydita, glaucocerinita, honessita, hidrohonessita, motukoreaïta, mountkeithita, wermlandita, woodwardita, zincaluminita, shigaïta, zincowoodwardita, natroglaucocerinita, nikischerita, lawsonbauerita, torreyita, mooreïta, namuwita, bechererita, ramsbeckita, vonbezingita, redgillita, calcoalumita, nickelalumita, kyrgyzstanita, guarinoïta, schulenbergita, theresemagnanita, UM1992-30-SO:CCuHZn i montetrisaïta.

## Característiques
La hidrowoodwardita és un sulfat de fórmula química (Cu1-xAlx)(OH)₂[SO₄]x/2·nH₂O. Cristal·litza en el sistema trigonal.

## Formació i jaciments
S'ha trobat associada a woodwardita i a carbotecianotiquita. S'ha descrit a Bolìvia, França, Alemanya, Grècia, Itàlia i al Japó.